# Cuisine des îles Malouines
La cuisine des îles Malouines concerne des territoires appartenant à la Grande-Bretagne, qui sont situés dans l'Atlantique Sud. Les îles sont essentiellement représentées par deux îles plus grandes : l'île Malouine orientale et l'île Malouine occidentale, ainsi que par quelques centaines de petites îles. Étant donné que presque tous les habitants sont britanniques, l'influence britannique dans la cuisine des îles Malouines ne peut être ignorée. L'archipel est célèbre pour l'élevage intensif d'animaux, comme les bovins et les ovins, de telle sorte que les plats de viande y sont très populaires, car on peut trouver dans la région toutes sortes de plats à base de bœuf, d'agneau et de mouton. Cependant, étant donné que la région est située au bord de l'eau marine, le poisson est un aliment de base du régime alimentaire des îles Malouines, à l'origine de divers plats principaux, de salades et d'entrées.

## Caractéristiques générales
Dans la région de Stanley, les plats les plus consommés sont les filets de poisson ou le poisson grillé, les salades de fruits de mer aux herbes locales et la truite de mer, servie avec des beignets ou des légumes cuits à la vapeur. Le smoko est bien connu dans toutes les îles Malouines et consiste essentiellement en un en-cas composé de thé ou de café et de gâteaux faits maison. Dans les camps, il existe de nombreux plats faits maison et des repas très traditionnels, tandis que dans les ports ou les villes, comme à Stanley, les restaurants proposent un mélange de plusieurs cuisines, mais la plus importante reste la cuisine britannique, le traditionnel fish and chips étant très populaire. Les jambons séchés et fumés font aussi souvent partie de plats prisés aux Malouines.
Le petit-déjeuner traditionnel des îles Malouines comprend des côtelettes de mouton, tandis que des saucisses et du bacon avec des œufs locaux sont généralement proposés à ceux qui ont de l'appétit. Les repas de midi peuvent prendre la forme d'un panier-repas ou d'une soupe maison avec du pain fraîchement cuit. Pour le repas principal, la viande élevée localement est cuite lentement de manière experte pour faire ressortir les meilleures saveurs et servie avec des légumes cultivés sur place. Les plats de fruits de mer sont souvent à base de truite ou de mulet fraîchement pêchés, ou de notre poisson des profondeurs, la légine (bar de Patagonie).
Concernant les boissons, thés, cafés et chocolats chauds sont en usage pour se réchauffer lors des journées fraîches. Certains établissements proposent un « hot toddy » (un rhum avec de l’eau chaude et du sucre). Les vins d’Amérique du Sud sont populaires, tout comme les bières importées. Il existe une bière brassée localement par Falkland Beerworks, émettant les marques « Peat Cutter » et « Rock Hopper ».

## Les événements gastronomiques
Les habitants des îles Malouines aiment célébrer leur vie et leur culture à de nombreuses occasions. Parmi les célébrations les plus importantes aux îles Malouines figurent l'anniversaire du souverain, le Jour de la Libération le 14 juin et le Jour de la Bataille le 8 décembre. À ces occasions et également à l'occasion des fêtes religieuses, les habitants des îles Malouines consomment des pâtés à la viande, des saucisses de mouton bouillies (avec de l'ail, de la viande hachée, des oignons, de la pâte de tomate et beaucoup de poivre et d'épices moulues), du veau, du porc et de l'agneau, qui sont tous des plats très consistants, servis principalement au déjeuner comme plat principal et qui sont tous d'inspiration britannique.

## Le gâteau smoko
La recette de cette spécialité des Malouines comprend, pour deux personnes, les ingrédients suivants : 1/2 tasse de farine ordinaire, 1 cuillère à soupe de beurre fondu, 3/4 cuillère à café de levure chimique, 1/8 cuillère à café de sel, 1/4 tasse de sucre, 3 cuillères à soupe de lait, 1 œuf, du sucre glace pour saupoudrer. Le gâteau est concocté selon les étapes suivantes : fouetter tous les ingrédients sauf le sucre glace ensemble ; verser dans un ramequin graissé ; cuire au four à 180 °C pendant environ 25 minutes ; laisser refroidir légèrement avant de saupoudrer de sucre glace. Le gâteau smoko est servi en étant accompagné avec une tasse de thé ou de café, le plus souvent en fin de matinée ou en début d'après-midi.